# Centrale hydroélectrique de la Bridoire
La centrale hydroélectrique de la Bridoire est une centrale située sur la commune de La Bridoire. Elle est alimentée via une conduite forcée par le ruisseau du Rondelet et la rivière du Tier en aval du lac d'Aiguebelette. Ce dernier sert de réservoir régulateur pour la chute, d'un dénivelé de 125 m. En contrebas de la centrale, un bassin de démodulation d'une capacité de 100 000 m3 permet aux eaux de retrouver le cours du Tiers. Sa puissance est de 8,75 MW.

## Histoire
La centrale a été construite entre 1909 et 1911. La prise d'eau sur le ruisseau du Rondelet date de 1918. L'électricité produite alimente alors les communes et usines locales, mais aussi le tramway de Lyon. La gestion des eaux du lac d'Aiguebelette justifie l'acquisition d'une partie de celui-ci par la compagnie d'électricité en 1919.
La centrale devient propriété d'EDF à sa création en 1946.
Les turbines Girard initiales, d'une puissance de 2 000 ch, sont remplacés en 1953 par des turbines Francis, portant la centrale à sa puissance actuelle.